# Ananindeua
Ananindeua é um município paraense do estado brasileiro do Pará localizado na Região Metropolitana de Belém. É o segundo município mais populoso do estado e o terceiro da Região Norte do Brasil, sendo superada apenas pelas capitais Manaus e Belém. Está conurbada com Belém e Marituba, ambos municípios da mesma Região Metropolitana. Sua população foi contabilizada em 478 778 habitantes (IBGE Censo 2022).
Município originário de comunidades ribeirinhas, seu crescimento inicial se deu a partir do eixo da antiga Estrada de Ferro de Bragança. Teve seu maior incremento populacional a partir da construção da BR-010 (Belém-Brasília) na década de 1960, na qual as indústrias localizadas em Belém começaram a se estabelecer ao longo desta rodovia. Inicialmente foi considerada "cidade dormitório", apresentou um considerável desenvolvimento a partir da década de 1980, decorrente da falta de espaço para a construção de novas moradias e empresas em Belém.

## Etimologia
O nome Ananindeua é de origem tupi, mas precisamente o tupi moderno, ou nheengatu; deve-se à grande quantidade de árvore chamada Anani (Symphonia globulifera), uma árvore que produz a resina de cerol utilizada para lacrar as fendas das embarcações.[carece de fontes?]

## História
Referências históricas datadas de meados do século XIX permitem identificar traços da fundação do município de Ananindeua. Esses traços guardam relação com o estabelecimento de uma parada e/ou estação da Estrada de Ferro de Bragança, na área territorial, no lugar onde, hoje se encontra instalada sua sede municipal.
Originalmente, Ananindeua pertencia à circunscrição de Belém. A partir da localização da estação da Estrada de Ferro, o seu povoamento começou a adquirir dinamismo, sendo reconhecido como freguesia, e mais tarde, como distrito da capital paraense.
Nas fontes históricas consultadas, não foi possível encontrar os instrumentos eclesiásticos da sua elevação à categoria de freguesia, nem os instrumentos legais de sua consideração como Distrito.
Sabe-se, no entanto que, em 1938, por um ato do Governo Estadual, passou a ser considerada como sede distrital, pertencendo ao município de Santa Isabel do Pará, retornando ao patrimônio territorial de Belém. Pelo Decreto-lei Estadual nº 4.505, de 30 de dezembro de 1943, promulgado pelo Interventor Federal, Magalhães Barata, o município de Ananindeua foi criado, acontecendo sua instalação, como tal, em 3 de janeiro de 1944.
Para dirigir o novo município, assumiu a prefeitura Claudemiro Belém de Nazaré. No mês de outubro de 1945, com a queda do regime ditatorial, foi nomeado como Prefeito de Ananindeua Fausto Augusto Batalha. Sua sede municipal foi reconhecida como cidade em 31 de dezembro de 1947, com a aprovação da Lei nº 62, que foi publicada no Diário Oficial do Estado, em 18 de janeiro de 1948.[carece de fontes?]
Entre os anos 1947 a 1956, o município de Ananindeua contava com os seguintes, distritos: Ananindeua (Centro), Benevides, Benfica e Engenho do Arari. No ano de 1961, pelo disposto na Lei nº 2.460, de 29 de dezembro, com as áreas de seus distritos (Engenho Arari, Benfica e Benevides), foi constituído o município de Benevides. Atualmente, o município de Ananindeua é constituído apenas do distrito-sede.

## Organização Político-Administrativa
O Município de Ananindeua possui uma estrutura político-administrativa composta pelo Poder Executivo, chefiado por um Prefeito eleito por sufrágio universal, o qual é auxiliado diretamente por secretários municipais nomeados por ele, e pelo Poder Legislativo, institucionalizado pela Câmara Municipal de Ananindeua, órgão colegiado de representação dos munícipes que é composto por vereadores também eleitos por sufrágio universal.

### Aspectos Político-Eleitorais
O município de Ananindeua é considerado o segundo maior colégio eleitoral do estado do Pará, ficando a primeira posição para a capital Belém. O primeiro prefeito do município foi João Alves de Andrade, o qual governou entre os anos de 1948 a 1952. Desde a sua fundação, até o ano de 2012, o município teve doze prefeitos.
Durante as eleições municipais de 2012, o candidato do PSDB, Manoel Pioneiro, foi eleito em primeiro turno, com mais de 53% dos votos válidos, para governar o município entre os anos de 2013 a 2016.

## Geografia
Ananindeua limita-se ao norte com o município de Belém; ao sul com o rio Guamá; ao leste com o município de Marituba; ao oeste com o município de Belém, e; ao nordeste com o município de Benevides.

### Topografia
O município apresenta um relevo relativamente uniforme, com pouquíssimas oscilações altimétricas, sendo que sua cota média gira em torno de 16 metros.

#### Ilhas
O município possui 9 ilhas com áreas de uso intenso, outras de baixa exploração por parte dos ribeirinhos e outras quase intocada, que serve como um verdadeiro centro de reprodução de toda diversidade biológica da floresta Amazônica. São elas: Viçosa, João Pilatos, Santa Rosa, Mutá, Arauari, São José da Sororoca, Sororoca, Sassunema e Guajarina.
As ilhas de Ananindeua são quase todas habitadas. São pequenos povoados habitados por homens, mulheres e crianças que vivem na rotina do encher e ser das águas do Rio Maguari. Em cada um destes povoados é possível encontrar uma igreja, um campo de futebol, uma pequena escola e muito verde. A estrada do povo ribeirinho é o próprio rio e o seu meio principal de locomoção são as canoas e os “pô-pô-pô”, que levam e trazem o produtor, o aluno, o professor e o visitante pelos caminhos de rio.

### Solos
Os solos do município são caracterizados como Concrecionários Lateríticos Indiscriminados distróficos, textura indiscriminada, Latossolo Amarelo distrófico, textura média.

### Vegetação
A vegetação é caracterizada pela floresta secundária, em vários estágios, proveniente do desmatamento executado na área, para o cultivo de espécies alimentícias de ciclo curto (milho, Mandioca, etc.). Nas áreas sujeitas à inundação margeando os rios, está presente a vegetação de várzea, com suas espécies típicas, como a virola ou ucuuba, a andiroba, o açaí e o miriti ou buruti.

### Subdivisões
O município de Ananindeua é composto por vinte e dois bairros em sua Área Urbana, além de 9 ilhas em sua Área Rural. A prefeitura, juntamente com o governo federal tem expandido a área de povoamento através do programa minha casa minha vida que beneficia pessoas com baixa renda a terem um imóvel em conjuntos habitacionais com água e esgoto tratado.
Na década de 1970, inicia a construção do primeiro conjunto habitacional Cidade Nova, programa de habitação de âmbito Federal, sob responsabilidade da Companhia Habitação do Estado do Pará (COHAB), foi uma espécie de ordenamento da periferia. A área foi adquirido aos poucos, pertencia em sua maioria a japoneses e nordestinos, que possuíam hortas e granjas, a COHAB comprou os terrenos e foram inauguradas as Cidades Novas I a IX. Depois foi inaugurado o conjunto Guajará, em seguida seria inaugurado o conjunto PAAR (Pará, Amazonas, Acre e Rondônia); no entanto, em sua fase final foi invadido por populosos e por um breve período da história do município foi considerado como a maior invasão da América Latina, hoje ele é considerado um conjunto habitacional.
Às margens desse processo surgiram as áreas de invasões espontâneas, localizadas principalmente próximas aos conjuntos habitacionais. Hoje a área continental de Ananindeua concentra mais de 90% da população do município.

### Desmatamento
O desmatamento alcançou 78,03% até o ano de 1986, de acordo com as imagens LANDSAT-TM. Durante os anos de 2001 e 2006, a região que mais perdeu sua cobertura vegetal foi a região insular, mais precisamente na ilha de João Pilatos e Sororoca.
Os principais acidentes geográficos e que devem ser preservadas são os rios Benfica, Maguari-Açu e Guamá e igarapés: Aurá e Uriboquinha. É de fundamental importância a preservação do manancial de águas do Utinga para garantir a boa qualidade e quantidade de água, necessária ao abastecimento de Belém e, parte deste, encontra-se no município de Belém.

### Hidrografia
A hidrografia do município é representada pelos rios Guamá ao Sul, fazendo limite com Belém; o Maguari-Açu, ao Norte e o Benfica a Nordeste limitando com Benevides. Para o Guamá vertem o rio Água Preta, limite natural, a Oeste, com o município de Belém; o rio Uriboquinha, o qual, em todo o seu curso, serve de limite parcial com Benevides; e o igarapé Aurá. O rio Maguari-Açu deságua no furo do Maguari e forma limite natural, a Noroeste, com o município de Belém. Ao Norte, encontram-se as ilhas João Pilato, Santa Rosa e Sassunema.

### Clima
O clima é megatérmico, úmido, temperatura elevada em torno de 25 °C, pequena amplitude térmica. O regime pluviométrico está em torno de 2.250 a 2.500mm com chuvas regulares, com maior concentração de janeiro a junho. A umidade relativa do ar está em torno de 85%.

### Demografia
Segundo o Censo realizado pelo Instituto Brasileiro de Geografia e Estatística (IBGE), em 2010, a população ananindeuense era composta por 57,06 católicos apostólicos romanos, 0,57% católicos brasileiros, 0,05% ortodoxos e 33,31 protestantes (evangélicos) de vários segmentos. Além das religiões cristãs, é visível a presença de praticantes de religiões afro-brasileiras, como o Babaçuê. O Judaísmo, islamismo e espiritismo também se fazem presentes na região, mesmo que com pouca expressão. Segundo o censo brasileiro de 2022, a composição religiosa da cidade era de 49,62% católicos, 37,53% evangélicos ou protestantes, 0,8% espíritas, 0,77% umbandistas ou candomblecistas, 0,02% religião tradicional, 3,97% outras religiões, 7,2% irreligiosos, 0,0% não informados e 0,09% não declarados.

## Infraestrutura

### Transportes
O principal eixo rodoviário do município é a BR-316, que a liga a Belém e Marituba, além de dar acesso ao restante do território nacional. Além desta, o município dispõe dos troncos Rodovia Mário Covas, Rodovia Hélio Gueiros (também chamada de 40 Horas ) e Avenida Independência.
Entre os logradouros municipais o principal é a Rua Zacarias de Assumpção, com logradouros de suporte na Avenida Três Corações, na Estrada do Maguari, na Estrada do Icuí-Guajará, na Rua da Cohaspa e na Estrada Santana do Aurá.
O município já possuiu transporte ferroviário que o ligava a Belém e posteriormente as cidades do nordeste do estado pela Estrada de Ferro de Bragança, entre os anos de 1884 e 1964. Além do transporte de passageiros, a ferrovia escoava a produção agrícola da região em direção aos portos fluviais da capital paraense e da cidade de Bragança, o ponto terminal da linha férrea. Os últimos trens de passageiros e de cargas trafegaram pela última vez na cidade no dia 31 de dezembro de 1964.
Após a desativação da ferrovia, os trilhos foram retirados da cidade no ano de 1965 e a sua estação ferroviária foi posteriormente demolida. Parte de seu antigo leito foi incorporado à BR-316 e no local onde existia a antiga estação ferroviária, atualmente se situa um terminal rodoviário.

### Educação
Na educação superior, o município dispõe de um campus a Universidade Federal do Pará, a maior e mais conceituada universidade do norte do Brasil.
Um campus do Instituto Federal do Pará.
Outra instituição pública que terá campus em Ananindeua será a Universidade do Estado do Pará. Também possui campus de universidades particulares a se destacar Universidade da Amazônia.

### Saúde
Até o último levantamento do IBGE sobre o serviço de saúde do município, seja público ou privado, realizado em 2009, havia mais de 84 estabelecimentos de saúde, sendo 45 públicos municipais, 38 privados.
Até 2016, apenas 29,98% da população recebia água potável. Foi o menor atendimento entre as 100 maiores cidades do Brasil.
A principal instituição de saúde do município é o Hospital Metropolitano de Urgência e Emergência.

### Coleta e tratamento de esgotos
De acordo com o ranking de 2018 do instituto Trata Brasil, Ananindeua coleta somente 0,98% do esgoto produzido em toda a cidade. Somente 0,77% do esgoto produzido é tratado, sendo este um dos piores índices das grandes e médias cidades do Brasil. A fim de universalizar todo o esgoto 134.021 ligações deveriam ser efetuadas na cidade, assim como a criação de unidades de tratamento de esgotos.

## Cultura e lazer
O município de Ananindeua não dispõe de uma vasta quantidade de pontos culturais e de lazer como o município vizinho e capital do estado do Pará, Belém. O primeiro museu do município foi recentemente criado. O Museu Parque Seringal foi recentemente incluso no Cadastro Nacional de Museus pelo Instituto Brasileiro de Museus (IBRAM), do Ministério da Cultura. Esse espaço é o primeiro museu do estado do Pará dedicado ao ciclo da borracha, importante ciclo econômico que ajudou a desenvolver economicamente e culturalmente o Estado. O Parque Seringal, que também é considerada área de proteção ambiental, "é voltada para o lazer, preservação e educação ambiental, contando com reservas de centenas de exemplares de seringueiras, cultivadas no período do Ciclo da Borracha, além de anfiteatro, academia de ginástica ao ar livre, lanchonete, playground e outros espaços com visitação gratuita".
Em 2023, Ananindeua recebeu a sua primeira orla de frente para o rio, que ficou conhecida como Orla de Ananindeua, localizada de frente ao Rio Maguari. Na Orla, os visitantes e a população local pode usufruir de ciclovias, espaço para contemplação, um deck acessível e coberto, e uma área gastronômica. A orla também possui quadras de tênis, beach tênis, futmesa, vôlei e futevôlei - possuindo academia ao ar livre.
Em 2024, houve inaugurações de pontos turísticos para cidade de Ananindeua, como o Parque Villa Maguary. O Parque Cultural Vila Maguary foi projetado em uma área revitalizada de 35.000 m², onde Ananindeua nasceu. Conta com área de contemplação, píer, área de piquenique, redário e balanços, além de espaço para esportes radicais, como tirolesa e arborismo e uma pista para passeio, caminhada e ciclismo. O prédio do antigo curtume foi integralmente restaurado incluindo dois restaurantes e uma galeria para exposições.
Juntamente ao complexo e parque urbano, um teatro foi inaugurado - o Teatro Municipal de Ananindeua, cujas instalações também abrigam o Museu Interativo de Ananindeua, o primeiro museu a abordar a história de Ananindeua, com fotos e documentos digitalizados que são apresentados em totens de informação. Ambos fazem parte do complexo do Parque Vila Maguary.

## Filhos notórios
Ver Naturais de Ananindeua